# Aszfodéloszformák

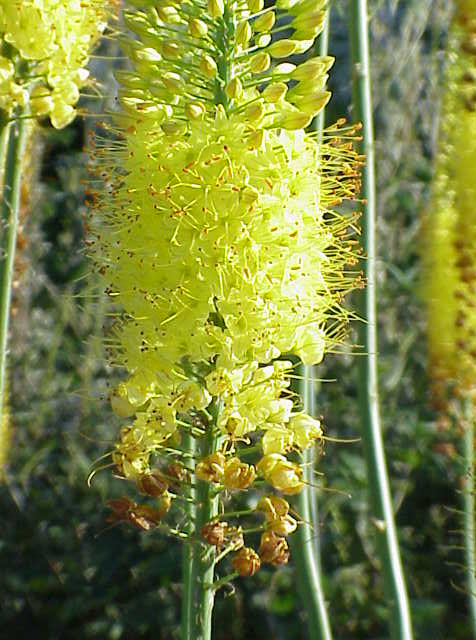
Eremurus stenophyllus

Az aszfodéloszformák (Asphodeloideae) a spárgavirágúak rendjébe és a fűfafélék (Asphodelaceae) családjába tartozó alcsalád.
Az alcsaládba több mint egytucatnyi nemzetség tartozik, kb. 800 fajjal. A legismertebb nemzetség a szukkulens Aloe (alternatív írásmód: Aloë) és Haworthia, az Asphodelus (genyőte), az Eremerus (korbácsliliom) és a Kniphofia (fáklyaliliom). A család fajai előfordulnak Afrikában, a mediterrán régiótól Közép-Ázsiáig, egy nemzetség (Bulbinella) pedig Új-Zélandon honos. A legnagyobb változatosság a dél-afrikai fajoknál látható.
A család érdekes molekuláris szünapomorfiája az antrakinonok jelenléte. A lepellevelek és a porzók száma 6, a három termőlevél felső állású magházat alkot.

## Rendszertani helyzetük, felosztásuk
A korábbi rendszertanok aszfodéloszfélék (Asphodelaceae) néven önálló családként kezelték őket. Az 1998-as APG-rendszertől eltérően a 2003-as APG II már nem ismerte el családnak, de opcionálisan lehetővé tette leválasztását a Xanthorrhoeaceae családról, elismerve, hogy a taxon a spárgavirágúak rendjébe sorolt egyszikűek (monocots) kládjában van. A 2009-es APG III (2009) nem a fűfafélék (Xanthorrhoeaceae) családjának alcsaládjává tette.
A nemzetségek listája
- aloé (Aloe, Aloë)
- Aloiampelos
- Aloidendron
- Aristaloe
- Astroloba
- Asphodeline
- aszfodélosz (Asphodelus)
- Bulbine
- Bulbinella
- Chortolirion
- korbácsliliom (Eremurus)
- gasztéria (Gasteria)
- Gonialoe
- Haworthia
- Haworthiopsis
- Jodrellia
- fáklyaliliom (Kniphofia)
- Kumara
- Lomatophyllum
- Poellnitzia
- Simethis
- Trachyandra
- Tulista

## Fordítás
- Ez a szócikk részben vagy egészben az Asphodelaceae című angol Wikipédia-szócikk ezen változatának fordításán alapul.  Az eredeti cikk szerkesztőit annak laptörténete sorolja fel. Ez a jelzés csupán a megfogalmazás eredetét és a szerzői jogokat jelzi, nem szolgál a cikkben szereplő információk forrásmegjelöléseként.